# Ivan Pervushin
Ivan Mikheevich Pervushin (em russo:  Иван Михеевич Первушин, também transliterado algumas vezes como Pervusin ou Pervouchine) (Oblast de Perm, 15 de janeiro de 1827 — 17 de junho de 1900) foi um clérigo e matemático russo, conhecido por seu trabalho sobre teoria dos números. Descobriu o nono número perfeito e seu fator primo par, o nono primo de Mersenne. Também provou que dois números de Fermat, o 12º e o 23º, são compostos.

## Teoria dos números
Em 1877 e começo de 1878 Pervushin apresentou dois artigos para a Academia de Ciências da Rússia, onde provou que os números de Fermat 12 e 23 são compostos:
{\displaystyle 2^{2^{12}}+1} é divisível por {\displaystyle 7\times 2^{14}+1=114689}
e
{\displaystyle 2^{2^{23}}+1} é divisível por {\displaystyle 5\times 2^{25}+1=167772161.}
Em 1883 Pervushin demonstrou que o número
{\displaystyle 2^{61}-1=2305843009213693951}
é um primo de Mersenne, e que correspondentemente
{\displaystyle 2^{60}(2^{61}-1)=2658455991569831744654692615953842176}
é um número perfeito. Na época estes foram os segundo maior primo conhecido, e o segundo maior número perfeito conhecido, depois de {\displaystyle 2^{127}-1} e {\displaystyle 2^{126}(2^{127}-1)}, provado ser primo e perfeito por Édouard Lucas sete anos antes. Eles permaneceram os segundo maiores até 1911, quando Ralph Ernest Powers provou que {\displaystyle 2^{89}-1} é primo e {\displaystyle 2^{88}(2^{89}-1)} é perfeito.
Pervushin foi um contribuidor do International World Congress of Mathematicians de 1893, uma parte da Exposição Universal de 1893 em Chicago, que tornou-se precursor do Congresso Internacional de Matemáticos.